# Trigoniastrum
Trigoniastrum é um género monotípico de plantas com flor pertencente à família Trigoniaceae da ordem Malpighiales. A única espécie que integra este género é Trigoniastrum hypoleucum Miq. uma espécie de pequenas árvores nativa do oeste da Malésia.

## Descrição
Trigoniastrum é um género monotípico de plantas pertencentes à família Trigoniaceae. A sua única espécie é Trigoniaestrum hypoleucum, originária da Malásia e Indonesia.
São árvores com folhas com filotaxia oposta, em duas fileiras, e estigma trilobado. Na maturação o fruto divide-se em três sâmaras aladas.
Trigoniaestrum hypoleucum foi descrita por Friedrich Anton Wilhelm Miquel e publicada em Flora van Nederlandsch Indië 394, no ano de 1861. O binome tem como sinónimo taxonómico Isopteris penangiana Wall..